# 스파르타 (신화)
스파르타(Sparta)는 그리스 신화에 나오는 라케다이몬의 아내이다. 그리스 남부 라코니아의 주요 샘과 지류들을 보살피던 물의 님프이다. 아버지는 라코니아를 흐르는 에우로타스강의 신이었다. 그는 라코니아의 초대 왕 렐렉스와 물의 님프 클레오카레이아 사이에서 태어난 아들 혹은 렐렉스의 아들 밀레스가 낳은 두 아들 가운데 한명이라고 한다. 스파르타는 제우스의 아들 라케다이몬과 결혼하여 아들 아미클라스와 딸 에우리디케를 낳았다. 아들이 없었던 에우로타스 왕은 사위 라케다이몬을 후계자로 삼았고 이후 사람들은 그 땅과 그곳의 거주민들을 라케다이몬이라 불렀다. 라케다이몬 왕은 아내 스파르타의 이름을 딴 도시를 건설하기도 했다. 한편, 스파르타는 라케다이몬의 중심도시를 지칭하는 말이었으나 점차 라케다이몬 전체를 가리키는 말로 사용되었다.